# اچ‌ام‌اس مونارچ (۱۹۱۱)
اچ‌ام‌اس مونارچ (۱۹۱۱) (به انگلیسی: HMS Monarch (1911)) یک کشتی بود که طول آن ۵۸۱ فوت (۱۷۷ متر) بود. این کشتی در سال ۱۹۱۱ ساخته شد.